# Geografia dell'Eritrea

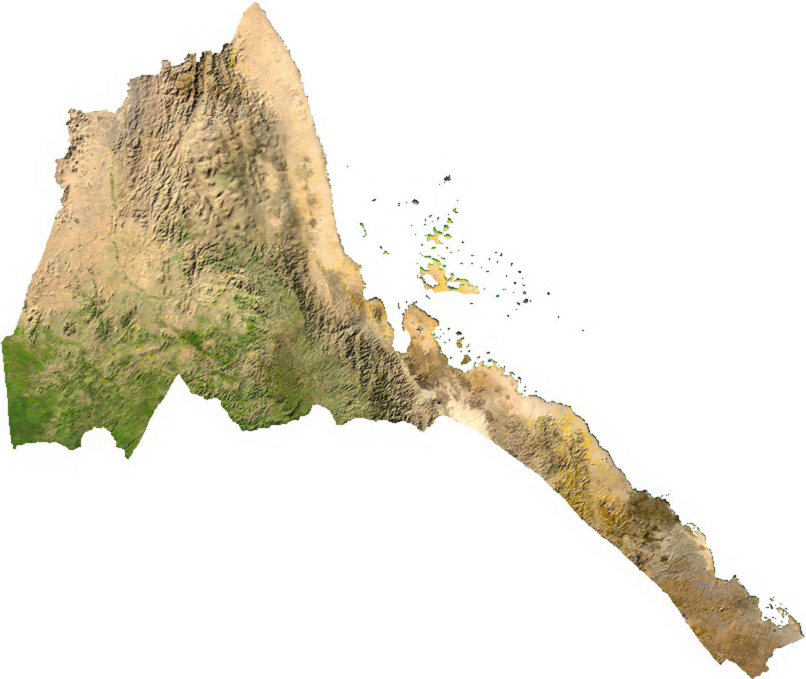
Immagine satellitare dell'Eritrea

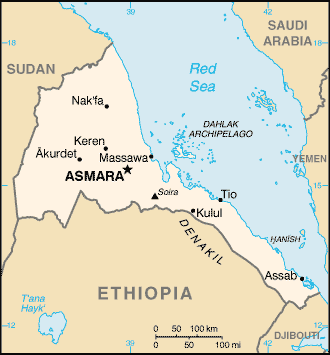
Città dell'Eritrea

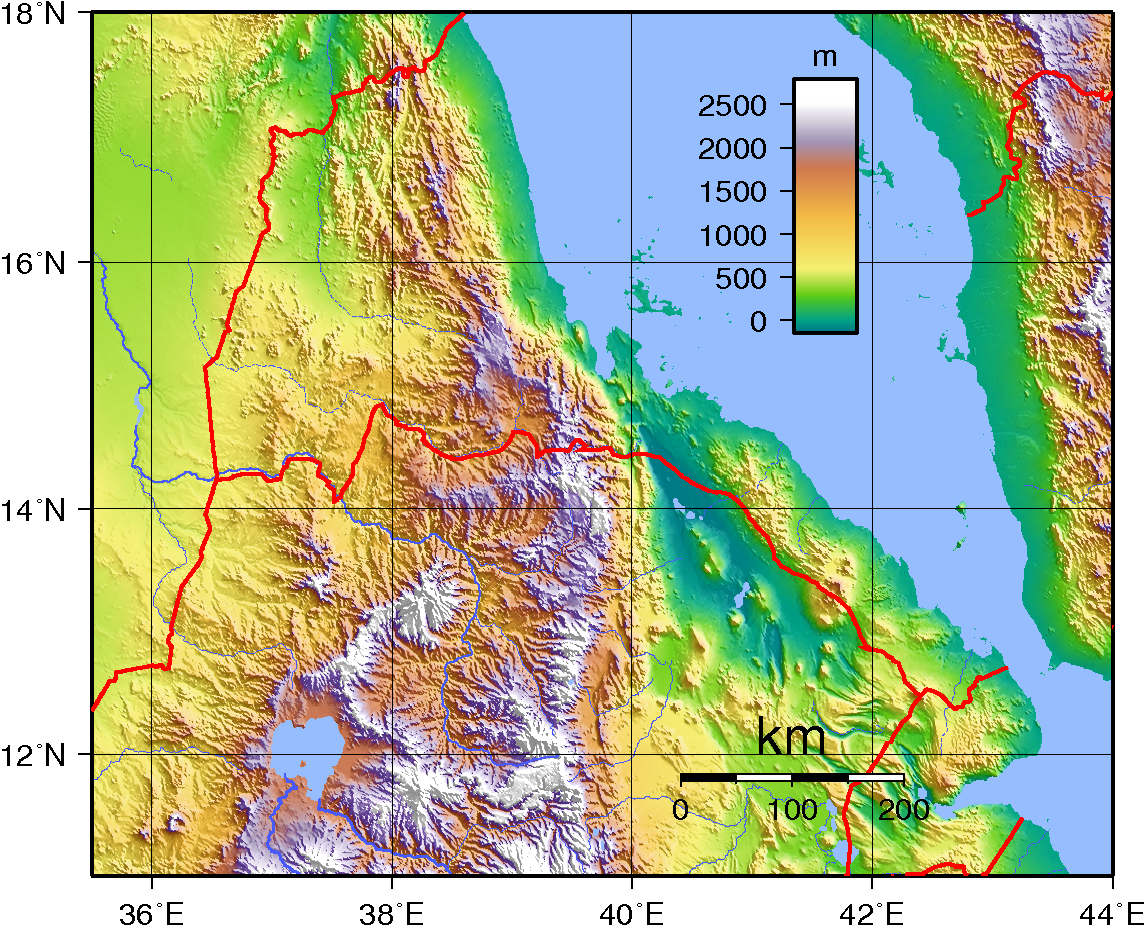
Topografia dell'Eritrea

L'Eritrea è uno stato dell'Africa orientale che si estende su una superficie di 117.600 km². Confina a sudest con Gibuti (125 km), a sud con l'Etiopia (1033 km), a nordovest e a ovest con il Sudan (682 km) e si affaccia a est al Mar Rosso (1151 km).

## La storia geologica
In Eritrea il basamento roccioso è quello tipico delle aree cratoniche, cui corrisponde gran parte dell'Africa. Le rocce cristalline antiche, costituite da graniti con filoni di quarzo aurifero, gneiss e metamorfiti, affiorano largamente nella parte settentrionale dell'altopiano e nelle Alpi Dancale. Sulla superficie spianata e alterata di questi antichissimi litotipi si osservano strati di arenarie quarzose triassiche, a loro volta sormontate da rocce eruttive più recenti, che conferiscono al rilievo la caratteristica forma sommitale suborizzontale. A causa della presenza di litotipi stratificati con differente resistenza all'erosione, i versanti ripidi di tali rilievi tabulari denominati amba assumono un tipico aspetto a gradinata.
La fascia litoranea estesa a nord di Massaua è caratterizzata dalla presenza di formazioni marine più recenti, di età plio-pleistocenica, che affiorano anche in corrispondenza dell'arcipelago delle Dahlak.
Nel settore sudorientale del Paese si trova la depressione nota come Piano del Sale, in gran parte situata in territorio etiopico, il cui fondo raggiunge i -116 m sul livello del mare, ed è delimitata a est da una catena montuosa di natura vulcanica. Tale catena è di genesi recente e comprende diversi apparati vulcanici attivi; l'area circostante è soggetta a fenomeni sismici anche di forte intensità, che nel 1921 provocarono la distruzione di gran parte della città di Massaua.

## Il territorio
Benché non molto estesa arealmente, l'Eritrea mostra un paesaggio discretamente vario. Nel settore nordoccidentale prevale un elevato altopiano, che supera in qualche punto i 2500 m sul livello del mare; a ponente esso digrada progressivamente verso la pianura sudanese, mentre a levante precipita sulla fascia costiera e, più a sud, sulla depressione della Dancalia, separata a sua volta dal mare dalle Alpi Dancale. Nella sua parte meridionale l'altopiano è coperto da un tavolato basaltico, con quote sommitali superiori a 2000 m, che imprime al paesaggio un carattere di grande uniformità e dal quale traggono origine i maggiori corsi d'acqua del Paese.....
Le valli che conducono verso il Sudan sono generalmente assai ampie, come quella inferiore dell'Anseba e quelle percorse dagli affluenti di destra del Barca (o Baraka). Questi corsi d'acqua formano pianure alluvionali che divengono sempre più vaste alle quote inferiori e sono sfruttate per la coltura irrigua del cotone. A oriente, invece, l'altopiano è solcato da numerose valli strette e profonde, che conferiscono al paesaggio un carattere quasi alpino. In quest'area si distinguono tre zone morfoclimatiche differenti: una prima, inferiore, calda e umida, ricca di vegetazione e idonea per colture ad alto rendimento, come il caffè e il caucciù; la seconda, situata a quote intermedie, adatta alla vite; la terza corrispondente alle quote più elevate, fredda e rocciosa, o a luoghi ricoperti di bosco. I torrenti raggiungono portate notevoli nelle stagioni piovose, e si prestano a essere utilizzati sia per l'irrigazione sia per la produzione di energia elettrica.
Nei dintorni di Asmara è frequente una copertura superficiale di materiale eluviale, lateritico, assai fertile e adatto alla coltura dei cereali, che conferisce ai suoli il caratteristico colore rosso. L'ambiente meno ospitale del Paese, dal punto di vista antropico, è invece rappresentato dalla pianura dancala, arida e caldissima, ricca di depositi di gesso e di sale, coperta a tratti da dune, con assenza di vegetazione eccetto i rari cespugli di alofite e psammofite, e con ampie zone fangose impraticabili in tempo di piogge, separate da enormi conoidi di deiezione. Ai limiti della depressione, dove emerge l'acqua perlopiù salata del sottosuolo, qualche cespuglio di palme dum e alcuni laghetti salati dalle dimensioni assai mutevoli stagionalmente ne interrompono l'aspetto desolato.
La pianura dancala è interessata da un'intensa attività idrotermale, che favorisce la deposizione di sali potassici. Il più importante rilievo vulcanico di quest'area è l'Alid (910 m), il quale separa il Piano del Sale dal golfo di Zula. Più a est si estendono le Alpi Dancale, culminanti a 1340 m sul livello del mare; a nord e a sud di queste s'innalzano due gruppi vulcanici: quello settentrionale, che prosegue nella penisola di Buri, e quello meridionale, più potente ed esteso, tra cui torreggia il Dubbi (1580 m) e che prosegue al di là del confine politico del Paese; in questa regione meridionale le colate basaltiche raggiungono il mare, caratterizzando il paesaggio litoraneo in prossimità del capo di Ras Darma.
La costa eritrea, escluse le isole, ha uno sviluppo di un migliaio di chilometri; essa è quasi rettilinea e praticamente importuosa nel suo tratto settentrionale, ma diviene assai frastagliata nella regione affacciata alle isole Dahlak, dove si trovano il porto di Massaua e la vasta insenatura di Zula. Le barriere coralline proliferano lungo tutta la costa, rendendo problematica la navigazione.

## Le acque
Dal punto di vista idrografico, il territorio eritreo appartiene per circa il 20% al bacino del Nilo, il 70% circa è drenato da corsi d'acqua tributari del Mar Rosso e il 10% è rappresentato da aree endoreiche. I due fiumi maggiori che percorrono l'Eritrea affluiscono al Nilo: il Setit (Tacazzé), che nasce in Abissinia e percorre il confine politico meridionale del Paese, e il Gasc (o Mareb), che nasce dal monte Tacarà (2579 m), nei pressi di Asmara, e dopo un tratto con direzione sud demarca anch'esso per alcuni chilometri il confine meridionale. Attraversata la stretta di Tessenei (Teseney), il Gasc irriga le colture di cotone della pianura omonima, dirigendosi poi oltre confine verso Kassala.
Al bacino del Mar Rosso appartiene il Barca, che dal monte Tacarà si dirige a nordovest, ed è ricco di acque solo per pochi giorni all'anno; suo affluente principale è l'Anseba, che nasce presso Asmara e ha acque perenni soltanto nel suo corso superiore. Gli altri corsi d'acqua tributari del Mar Rosso hanno minore importanza: alcuni dal declivio orientale dell'altopiano scendono attraverso il Sahel e il Samhar e sono perennemente asciutti nel loro tronco inferiore; altri discendono il versante orientale della zona montuosa dancala. I primi, essendo alimentati dalle piogge estive dell'altopiano, hanno qualche interesse per l'irrigazione del bassopiano orientale.
Anche nel bacino endoreico della Dancalia sboccano, scendendo dall'altopiano, alcuni uadi. Diversi bacini lacustri si trovano nel fondo di questa depressione; le loro acque sono spesso salmastre, a causa della forte evaporazione e di immissioni di acque sotterranee ricche di sali.

## Il clima
Il versante orientale dell'altopiano eritreo costituisce una linea di demarcazione non solo per quanto riguarda il rilievo e l'idrografia, ma anche per le caratteristiche climatiche. Esso è esposto d'inverno ai venti umidi provenienti dal Mar Rosso, ma d'estate le alte pressioni lo rendono particolarmente caldo e asciutto; il versante occidentale, invece, è soggetto a piogge estive tipicamente tropicali e assai abbondanti.
Nella regione orientale, con piogge prevalentemente invernali, si possono distinguere due zone climatiche. La prima, litoranea, è caldissima, presenta massimi termici di 50 °C in luglio e risente di un regime pluviometrico irregolare. Le precipitazioni medie annue ammontano soltanto a 100 mm nella parte settentrionale, mentre sono quasi insignificanti nella parte meridionale nei dintorni di Assab (Aseb). La seconda zona, pedemontana, è compresa fra quote di 1000 e 1800 m sul livello del mare, e presenta precipitazioni abbondanti, più intense nei mesi invernali, ma con afflussi estivi sufficienti. Le medie pluviometriche annuali di questa zona oscillano fra 800 e 900 mm.
Le aree sommitali dell'altopiano sono invece caratterizzate da una temperatura media annua assai bassa, a causa della notevole elevazione media (1800-1300 m), da forti escursioni termiche giornaliere e da precipitazioni annue comprese fra 400 a 600 mm. Nella regione prospiciente le pianure sudanesi, infine, le temperature medie sono molto elevate (circa 27 °C) e le piogge solo estive e piuttosto scarse (300-500 mm).

## L'ecosistema
L'aspetto stentato della vegetazione eritrea è da porre in relazione alle aspre condizioni climatiche della regione. Una certa uniformità è data dalla relativa scarsità dei boschi e dal predominio di aree di tipo steppico; diverse zone della Dancalia sono completamente desertiche, in altre crescono rare acacie e poche altre piante deserticole, mentre nelle oasi è caratteristica la palma dum. La vegetazione a tamerischi e Suaeda è predominante lungo le spiagge della Dancalia, mentre verso Massaua tendono a prevalere le mangrovie (Avicennia officinalis), caratteristiche dei climi tropicali, che vengono parzialmente sommerse durante le fasi di alta marea.
Nella zona marittima a nord di Massaua e fino al Barca la vegetazione appare poco diversa e limitata, durante la stagione secca, agli alvei dei corsi d'acqua temporanei. Durante le piogge invernali, invece, una rigogliosa quanto effimera vegetazione erbacea trasforma la regione in una prateria adatta al pascolo.
Soltanto in corrispondenza della zona a maggiori precipitazioni si trova una vegetazione arborea abbondante; nel sottobosco vi sono arbusti rampicanti, epifite e piante erbacee. Purtroppo vaste aree, specialmente nell'Hamasen e nel Seraè, sono state completamente deforestate. L'altopiano è in gran parte privo di vegetazione arborea e di colture, ma durante le piogge estive anche qui si sviluppa una ricca copertura erbacea, che funge da pascolo alle mandrie dei nomadi che d'inverno scendono al bassopiano.
Nel complesso, la flora eritrea presenta notevoli affinità con quella della vicina Arabia, e comprende molte interessanti specie alpine tropicali, che si estendono fino ai monti dell'Africa equatoriale.
Solo il 4,3% della superficie del Paese è dichiarato protetto sotto forma di parchi e riserve faunistiche; tra queste le più importanti sono le riserve Nak'fa, Yob e Gash-Setit e il parco nazionale Dahlak. Il governo ha inoltre ratificato accordi internazionali sull'ambiente in materia di biodiversità, cambiamento climatico, desertificazione e specie a rischio d'estinzione.